# Гебел Елба
Гебел Елба (арап. جبل علبة), или планина Елба, је врх и, заправо, обухвата читаво планинско подручје Халаиб троугла. Упркос томе што власт над њим полажу и Египат и Судан, ово подручје је тренутно под египатском контролом.

## Географске одлике
Виши врхови у овој области се називају Гебел Елба (1.435 m), Гебел Шелал (1.409 m), Гебел Шендиб (1.911 m) и Гебел Шендодаи (1.526 m).
Просечна годишња количина падавина у региону је мања од 50 mm, али орографске падавине на самој планини Елба и око ње износе чак 400 mm у горњим областима. Овај феномен објашњава се близином обале Црвеног мора (око 15-30 km источно од планине), као и чињеницом да обала, будући да је благо заобљена ка истоку на овом простору, представља необично широк фронт ка мору од преко 20-25 km релативно равног земљишта који олакшава пресретање североисточних морских ветрова који доносе влагу.
Овај феномен се најбоље испољава на североистоку региона, у коме се налази Гебел Елба, што објашњава чињеницу да Гебел Елба има више падавина од осталих приморских планина у околини, укључујући и оних које су више од ње. Вегетација се постепено смањује ка југозападу подручја.

## Екологија
Територија на којој се налази Гебел Елба назива се магленом оазом, јер се већина падавина појављује у виду росе, магле и облака, стварајући тако јединствен екосистем који није забележен нигде другде у земљи. Гебел Елба се сматра биодиверзитетским подручјем, са биолошком разноврсношћу без премца у било ком природном окружењу у Египту. Релативно обиље влаге омогућава појаву разноврсне флоре од око 458 биљних врста - што чини скоро 25% биљних врста забележених на територији целе државе.
Многи афро-тропски елементи имају своје северне границе на Гебел Елба, и густа заступљеност Акације и других сличних биљака представља једину природну шуму у Египту. На овој територији постоји најмање једна ендемска биљна врста (Biscutella elbensis).
Национални парк Гебел Елба, проглашен од стране Египта 1986. године, покрива око 3.560.000 хектара, укључујући већи део спорне територије Халаиб троугла (осим његовог најзападнијег дела), и територију сличног обима северно од њега.

## Фауна

### Птице
Национални парк Гебел Елба је станиште четири врсте птица грабљивица које су сада ретке у осталим деловима Египта. Оне су:
Брадан (Gypaetus Barbatus), Бела кања (Neophron percnopterus), Црни орао (Aquila verreauxii) и Планински орао (Aquila fasciata).
- Брадан
- Бела кања
- Црни орао
- Планински орао

### Сисари
Међу сисарима који су често виђени на подручју националног парка могу се наћи:
Берберска овца (Ammotragus lervia), Аард-вук (Proteles cristata), Пругасти твор (Ictonyx striatus), Етиопска генетка (Genetta abyssinica), Арабијски леопард (Panthera pardus nimr) и Планински пећинар ((Procavia capensis)).

## Претња по животну средину
Овај регион је већ дуже време под утицајем дуготрајне суше са залихама воде које опадају из године у годину, а уобичајена магла која је окруживала планину Елба постаје све ређа.Gebel Elba National Park.